# پری‌الیکایی بال‌سفید
پری‌الیکایی بال‌سفید (نام علمی: Malurus leucopterus) نام یک گونه از سرده پری‌الیکاییان است.